# Marc Storace
Marc Storace (né le 7 octobre 1951 à Sliema) est un chanteur né à Malte, d'origine italo-britannique, connu principalement pour être le chanteur emblématique du groupe de hard rock suisse, Krokus. Il fit aussi partie du groupe de rock progressif suisse, TEA, et participa à plusieurs et divers projets musicaux. En 2006, il joua aussi un rôle en compagnie notamment de Doro Pesch et Stephan Eicher dans le film du réalisateur suisse Luke Gasser, Anuk - Der Weg des Kriegers.

## Biographie

### Les débuts
Fils d'Anthony Storace et d'Edna Crockford, Marc Storace vit le jour le 7 octobre 1951 à Malte dans la petite ville de Sliema. Il baigna depuis son plus jeune âge dans la musique notamment dans son cadre familial et aussi parce que, Malte étant une ancienne colonie britannique, il pouvait capter de nombreuses radios anglaises aussi bien pirates que légales qui diffusaient du rock, ce qui l'influença fortement.
Marc Storace donna à quatorze ans son premier concert avec le groupe local Stonehenge Union qui reprenait des chansons des Beatles, des Rolling Stones et des Kinks. Il rejoindra ensuite un groupe appelé The Boys, qui sera renommé Cinnamon Hades, avec qui il abordera un répertoire plus "hard rock" en reprenant notamment des chansons de Cream, Led Zeppelin, The Who, Deep Purple ou Jimi Hendrix.
En 1970, il partit pour l'Angleterre et Londres où il rejoignit de nombreux amis qu'il avait connu à Malte. Malheureusement cette année-là, un grand nombre de ses idoles comme Hendrix, Janis Joplin ou Jim Morrison décédèrent et lorsque sa petite amie de l'époque, qui était une suissesse, lui proposa de venir s'installer en Suisse, il la suivit. Dès son arrivée, il rejoignit un groupe nommé "Deaf" qui se sépara assez rapidement mais qui donna quelques concerts dans des clubs, juste le temps pour Marc Storace de rencontrer un roadie d'un autre groupe suisse appelé "TEA", qui l'informa que ce dernier était à la recherche d'un chanteur.

### De TEA à Krokus
En 1971, Marc Storace auditionna donc pour TEA, un groupe de rock progressif suisse qui avait déjà une petite renommée, et obtint le job. Le groupe tourna intensément en Suisse et en Allemagne, se forgeant une solide réputation et attirera l'oreille du producteur allemand Dieter Dierks. Celui-ci produira les trois albums studios du groupe, Sprouts (1974), The Ship (1975) et Taxe Exile (1976) et Marc Storace, en plus de son rôle de chanteur, se mit aussi à l'écriture des textes. TEA tournera régulièrement en Europe, incluant Malte, notamment en première partie de Queen et de Nazareth et deviendra rapidement le groupe de rock suisse le plus connu à cette époque. Un petit groupe de hard rock suisse appelé Krokus ouvrira régulièrement pour TEA lors de ses concerts en Suisse. TEA se séparera en 1977 lorsque sa maison de disque Vertigo ne reconduira pas son contrat.
Marc Storace décida de faire un break et de rentrer en Angleterre où il fonda un groupe appelé "Eazy Money". Le groupe enregistra de nombreuses démos et fut prêt à signer un contrat avec le label Chrysalis Records lorsque des tensions internent le firent éclater. Il reste comme seul témoin, la chanson Telephone Man qui figurera en 1980 sur le deuxième volet de la compilation consacrée à la NWOBHM, Metal for Muthas, à cette époque Marc avait déjà rejoint Krokus.
Peu après le split de Eazy Money, Marc Storace reçu un coup de fil du manager de Rainbow qui l'invita à se rendre à Genève pour auditionner en vue du remplacement de Ronnie James Dio. Après avoir chanté le titre "Mistreated" et jammé sur une nouvelle composition du groupe, Marc se rendit compte qu'il n'avait pas encore assez d'expérience et n'était pas encore assez bon pour faire parte d'un si grand groupe, ce qui l’amena à décliner l'offre. Peu de temps après, Marc Storace reçu un nouveau coup de téléphone, mais cette fois-ci c'était le groupe suisse Krokus qui voulait s'attacher ses services.

### Avec Krokus
Marc se rendit à Zurich et passa un week-end à jammer avec Krokus, mais quand on lui demanda de rejoindre le groupe, il refusa dans un premier temps. Marc venait de se marier, avait un job en Angleterre et ne voulait pas tout quitter sur un coup de tête. Mais il ne tarda pas à céder et il rejoignit Krokus pour enregistrer l'album Metal Rendez-vous (1980). S'il ne participa pas à l'écriture de l'album, celui-ci était déjà entièrement composé avant son arrivée, il participa à l'arrangement des parties vocales. L'album eut immédiatement un grand succès et propulsa le groupe dans le grand Rock'n'Roll Circus, les tournées se succédant aux tournées et les albums aux albums.
Pour l'album suivant, Hardware (1981), le groupe signa un contrat avec le label américain Arista Records et fut encore un peu plus exposé puisque le groupe commencera à tourner sur le continent nord-américain. Marc signe qu'un seul titre ("Burning Bones") sur cet album mais se rattrapa dès le suivant One Vice at Time (1982), devenant avec le duo Von Arb / Von Rohr le compositeur le plus prolifique du groupe sur les nombreux albums suivants.

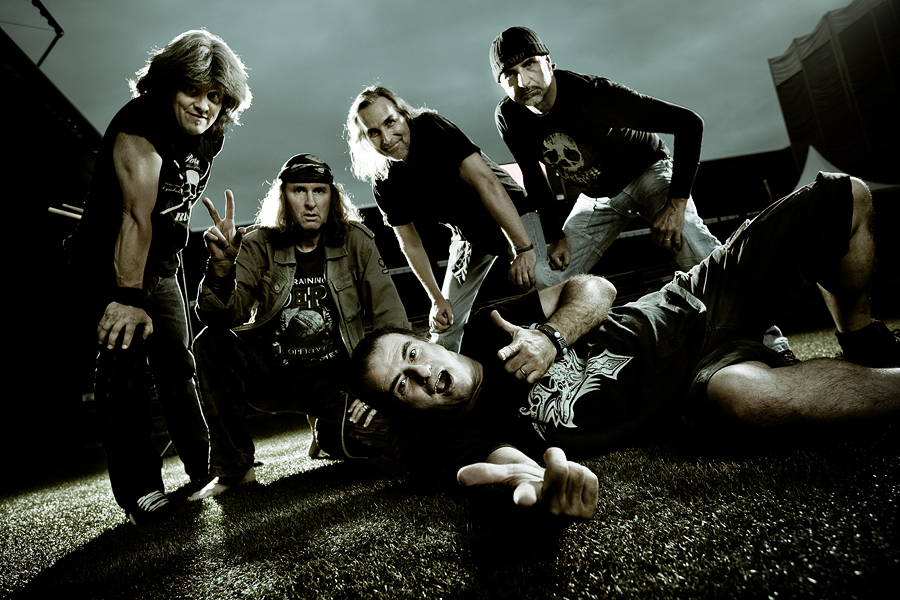
Marc Storace (couché) avec Krokus lors de la reformation en 2008

Headhunter qui sortit en 1983, consacra le groupe aux États-Unis et au Canada (disque d'or dans les deux pays,). Le suivant, The Blitz (1984) confirmera le statut du groupe malgré le départ du membre fondateur Chris Von Rohr, mais marquera le début d'un incessant changement de personnel au sein du groupe. Krokus continuera à tourner intensivement et sortira encore deux albums studios, Change of Address (1986) et Heart Attack (1988), et un album live Alive and Screamin' (1986) avant que le groupe se sépare. Les albums se vendant moins bien, les incessantes tournées et les abus de substances prohibées eurent raison du groupe.
Il faudra attendre 1995 pour voir le retour de Marc avec Krokus. Fin 1994, il renoue des contacts avec Fernando Von Arb et le convainc de reformer le groupe. La formation de 1983 (moins Chris Von Rohr) entame une tournée en Suisse et devant l'enthousiasme général, enregistre un album studio, To Rock or Not to Be, qui sortira en mars 1995 et entrera dans le top ten suisse avec une 5e place comme meilleur classement et sera certifié disque d'or en juin. Mais le peu d'intérêt pour ce genre de hard rock à cette époque dominée par le grunge, amèneront le groupe à se séparer une nouvelle fois après une tournée en Suisse et en Allemagne.
Le 16 février 2002, Marc Storace est invité, par son ami le rockeur suisse Gölä, sur la scène du Hallenstadion de Zurich en tant que « Special Guest ». Il interpréteront notamment le hit de Krokus « Bedside Radio » qui sera repris en chœur par la foule présente. Ce moment de grande émotion redonnera l'envie à Marc de retrouver la scène avec Krokus. Il retrouvera son ami Fernando Von Arb, et les deux se replongerons dans l'écriture d'un nouvel album. Les sessions d'enregistrements seront entrecoupées par des participations à différents festivals sur le sol suisse devant des foules enthousiastes. En février 2003 sort l'album Rock The Block qui entrera directement à la première place des charts suisses et une tournée européenne suivra. Le concert donné pendant le Festival de jazz de Montreux sera filmé et complètera le package Cd+DVD de l'album en public Fire and Gasoline: Live qui sortira en 2004.
En février 2005, Fernando Von Arb doit quitter Krokus par des raisons de santé et Marc Storace reste donc l'unique membre de l'épopée glorieuse du groupe. Néanmoins, il assume son rôle de leader et signe le titre Hellraiser qui figurera dans la bande son du film Handyman. Hellraiser sera aussi le titre du nouvel album de Krokus qui sortira en 2006 et qui verra le retour du groupe aux États-Unis pour une tournée de vingt deux dates.
Fin 2007, Marc est approché par la télévision suisse et l'émission Great Swiss Hits of All Times pour rejoindre les "originals" (Chris Von Rohr, Freddy Steady, Fernando Von Arb) de Krokus pour un medley en playback. Le groupe sera ovationné de longue minutes et se verra remettre un disque de diamant pour avoir vendu plus d'un million d'album en suisse. Marc repartira en tournée avec la formation ayant enregistrée Hellraiser mais après le dernier concert donné à Gozo (Malte) il annoncera aux autres membres du groupe sa décision de reformer Krokus avec les membres originaux.
C'est le 8 août 2008, que Krokus fait son grand retour sur scène lors d'un concert donné au Stade de Suisse à Berne. Avec l'apport du guitariste, Mark Kohler, le line up de l'album One Vice at Time est reconstitué et Marc Storace et Krokus continueront l'aventure en enregistrant Hoodoo (2010) et Dirty Dynamite (2013) et en donnant de nombreux concerts.

### Autres projets

#### En solo
En 1989, peu après sa rupture avec Krokus, Marc Storace prend une pause pour écrire les chansons de son premier album solo. L'album sera conçu avec l'aide du guitariste Vic Vergeat (ex-membre du groupe suisse Toad) et sera une combinaison de chansons rock avec des influences bluesy, soul et pop. Il sortira en 1991 sous le titre Blue sur l'éphémère label allemand Eurostar. En 1998, il sera réédité par BMG Entertainment sous l'appellation Vergeat / Storace et le titre When a Man....

#### Participations vocales
Il est notable de savoir qu'après le décès de Bon Scott, Marc Storace était sur la liste des successeurs du chanteur d'AC/DC, un émissaire du groupe était venu d'Angleterre pour lui proposer de passer une audition. Marc déclina l'invitation, préférant rester avec Krokus qui connaissait un succès qui allait croissant.
En 1993, Marc rejoint le groupe de hard rock suisse China pour leur tournée. Le show donné et enregistré pour la radio suisse DRS 3 donnera lieu à un album en public qui ne sortira qu'en 2000 dous le nom de Marc Storace and China Alive et sera suivi d'une nouvelle tournée où Marc partage le chant avec les deux autres chanteurs du groupe. En parrallel, il s'associe avec les deux guitaristes de China (Freddie Lawrence et Claudio Matteo) pour fonder le trio Acoustical Mountain qui donnera des concerts principalement dans les stations de ski suisse. Ce trio (principalement Storace et Matteo avec Charly Preissel) profite des pauses de Krokus et de China pour donner encore aujourd'hui des concerts.
En 1993, Marc rejoint le musicien suisse originaire de Lucerne, Manfred Ehlert, pour son projet Manfred Ehlert's Amen. Il partage le chant avec Glenn Hughes sur l'album éponyme qui sortira en 1994. En 1996 il retravaillera avec Manfred Ehlert pour le single The Magic of K-1 en l'honneur du champion suisse de kickboxing, Andy Hug et l'album Aguilar de Amen. Sur ce dernier album il chante sur tous les titres à l'exception de Make My Day, chanté par Glenn Hughes.
En 2000, il participe à l'album hommage pour le vingtième anniversaire du décès de Bon Scott, DC World. Alors qu'il ne devait qu'interpréter le titre « Ride On », il se retrouva finalement à chanter sur tous les pot-pourris de l'album. Il reprendra les chansons de l'ère Bon Scott alors que Peter Tanner (qui est le chanteur de Krokus sur l'album Stampede) reprend les titres de l'ère Brian Johnson. C'est en participant à cet album qu'il rencontrera, JJ Bozzy (lead guitar)Tony Castell (basse), Dominique Favez (guitare) et Patrick Aeby (batterie) qu'il convaincra de rejoindre Krokus en 2003.
2001, changement de style, Marc participe au projet le rock rencontre la musique classique avec le chanteur d'opéra Raphael Haslinger. Il en résultera le single One World et de multiples shows TV et quelques performances en public.
Août 2003, Marc est invité par le groupe de heavy metal californien Warrior pour assurer le chant sur leur album, The Wars of Gods and Men. L'album sortira en février 2004 et Marc participa aussi à l'écriture des paroles sur cet album.
En novembre 2004, Marc est contacté par le producteur allemand Michael Voss pour enregistrer le chant sur le nouvel album du groupe de power metal allemand Biss. Il sortira en mai 2005 sous le nom de Face Off. Marc reviendra avec Biss enregistrer, en 2006, l'album X-Tension.
En avril 2005, Marc rejoint Steve Lee (Gotthard) et la chanteuse suisse Gigi Moto pour l'enregistrement d'un pot-pourri du groupe Queen pour la télévision nationale suisse. La performance en public se fera pour l'émission "Benissimo" le 7 mai 2005 et attira l'attention de Brian May.
Le 19 novembre 2005, Marc participe une nouvelle fois à l'édition Rock Meets Classic cette fois-ci avec l'Orchestre Symphonique de Lucerne conduit par John Axelrod. Au programme un mix de la Rhapsodie hongroise no 2 de Franz Liszt, la Toccata et fugue en ré mineur de Jean-Sébastien Bach avec des classiques des Beatles et la chanson Stairway to Heaven de Led Zeppelin.
En 2006, Marc Storace participe à l'album du groupe suisse Beggar's Bride, Boulevard of Broken Dreams, sur lequel il interprète deux titres, Broken Dreams et First Way Out.
2008, il participe au concert donné le 15 février par le groupe de reprises suisse, Callaway. Celui-ci est emmené par l'ancien batteur de TEA, Roli Eggli, qui est aussi le manager personnel de Marc. Marc interprète TNT d'AC/DC, Since I've Been Loving You et Stairway to Heaven de Led Zeppelin ainsi qu'un duo avec Jean-Marc Viller (chanteur de Callaway) sur la chanson de Free, Allright Now. Un album de ce concert sortira la même année sous le titre Live at Key North.
Trente et une années après la sortie du dernier album de TEA, une compilation voit le jour le 13 novembre 2009. "Reloaded" est un résumé des trois premiers albums du groupe suisse et comprend leur premier single qui était resté inédit sur album. TEA donnera un concert au club "Mascotte" à Zurich le 1er décembre 2009 et se rendra en juin 2010 à Malte pour promouvoir cette compilation.
Le 14 janvier 2011 débuta à Genève une série de quatre concerts à travers la Suisse dans le cadre "Rock meets Classic" et donnés en mémoire de Steve Lee le chanteur de Gotthard décédé tragiquement quelques mois plus tôt aux États-Unis lors d'un accident de la route et qui aurait dû participer à ces concerts. Marc Storace est rejoint à cette occasion par Ian Gillan (Deep Purple), Lou Gramm (Foreigner), Les Holroyd (Barclay James Harvest) et Dan McCafferty (Nazareth). Marc chanta, en hommage à Steve Lee, le plus grand succès de Gotthard, "Heaven".
À partir du 25 avril 2011, Marc participe participe au projet "das Zelt - Rock Circus" qui mélange chansons rock et numéros de cirque, le tout se passant sous un chapiteau. Il sera accompagné par le groupe Callaway et la chanteuse suisse Börni (de) sous la direction de la maitresse de cérémonie Christa Rigozzi. Treize représentations seront données en Suisse entre avril et décembre.
le 17 décembre à Düdingen (FR), il participe au projet Rocking Christmas: An Evening with Rock Legends en compagnie notamment de Ken Hensley (ex - Uriah Heep).
En mars 2012 sort le premier album du guitariste croato-suisse Slädu (de) (ex-Gölä) sur lequel Marc contribue à deux titres, Wild and Restless et Open for Your Love.

#### Au cinéma
En 2006, Marc Storace tiens le rôle d'un shaman du nom de Geisterzunge (la langue des esprits) dans le film du réalisateur suisse Luke Gasser. Il participe aussi à la bande son en signant la chanson On Your Own, qu'il interprète en compagnie de la chanteuse allemande de hard rock, Doro (ex- Warlock qui tient aussi un rôle dans le film.

## Vie privée
Marc Storace vit à Oberwil dans le canton de Bâle-Campagne avec sa femme Cornélia et ses deux enfants Luca et Giuliana.

## Discographie
- Hors compilations

### Avec Krokus
- Metal Rendez-vous (1980)
- Hardware (1981)
- One Vice at a Time (1982)
- Headhunter (1983)
- The Blitz (1984)
- Change of Address (1986)
- Alive and Screamin' (1986) album live
- Heart Attack (1988)
- To Rock or Not to Be (1995)
- Rock the Block (2003)
- Fire and Gasoline: Live (2004) album live
- Hellraiser (2006)
- Hoodoo (2010)
- Dirty Dynamite (2013)

### Avec TEA
- Sprouts (1974)
- The Ship (1975)
- Taxe Exile (1976)

### Autres
- Blue (Marc Storace / Vic Vergeat): Blue (1991). Cet album sera rédité en 1998 sous l'appellation: Vergeat / Storace - When a Man...
- Manfred Ehlert's Amen: Manfred Ehlert's Amen (1994)
- Amen: Aguilar (1996)
- China: Alive (2000)
- DC/World: DC/World (2000)
- Raphael Haslinger and Marc Storace: One World (2001) (single), Love Me as I am 2005 (single)
- Warrior: The Wars of Gods and Men (2004)
- Biss: 
  - Face Off (2005)
  - X-Tension (2006)